# Semjon Timosjenko
Semjon Konstantinovitj Timosjenko, född 18 februari 1895, död 31 mars 1970, var en sovjetisk militär av ukrainskt ursprung verksam under andra världskriget.

## Biografi
Timosjenko var underofficer i tsarens armé under första världskriget. Efter ryska revolutionen gjorde han en snabb karriär i Röda armén. Han ledde den sovjetiska inmarschen i Polen 1939, och fick 1940 överta ledningen för de sovjetiska trupperna på Karelska näset i Vinterkriget mot Finland. Efter Vinterkriget, i maj, utsågs han till folkkommissarie för försvaret och till marskalk av Sovjetunionen. I juni 1940 ledde Timosjenko Röda arméns inmarsch i Bessarabien. Efter det tyska anfallet mot Sovjetunionen, operation Barbarossa, tog Stalin själv över som folkkommissarie och Timosjenko fick befäl över trupperna som skyddade Moskva. I september flyttades han till Sydvästfronten, för att rekonstruera försvaret efter att över 600.000 man tillfångatagits av tyskarna vid Kiev.
I december 1941 ledde Timosjenko återerövringen av Rostov och i mars 1942 den ryska offensiven mot Charkiv. Denna resulterade dock i en tysk motoffensiv och ett ryskt nederlag. Stalin tog bort Timosjenko från operativt befäl och omplacerade honom till högkvarteret, även om han var betrodd med att samordna viktiga operationer, som brytandet av Leningrads belägring 1943 och offensiven på Balkan 1944.
Efter andra världskriget var Timosjenko utsänd som militär rådgivare åt Mao Zedong 1946-1948. 